# Christina Jones
Christina Jones (* 17. September 1987 in Missoula, Montana) ist eine US-amerikanische Synchronschwimmerin. Sie gewann gemeinsam mit Bill May eine Goldmedaille bei den Weltmeisterschaften 2015.

## Karrierehöhepunkte
Mit Andrea Nott belegte sie bei den Olympischen Spielen 2008 in Peking im Duett einen fünften Platz und wurde auch Fünfte mit dem US-amerikanischen Team.
Bei den Schwimmweltmeisterschaften 2015 im russischen Kasan verhalf sie dem jahrelang um seine Startberechtigung ringenden Bill May im technischen Programm des Mixed-Duetts zu einer Goldmedaille vor dem russischen Paar Darina Walitowa und Alexander Malzew und den Italienern Manila Flamini und Giorgio Minisini.